# Џо Фонтана
Детектив Џо Фонтана је измишљени лик  који је тумачио Денис Ферина у НБЦ-овој дугогодишњој драми Ред и закон.

## О лику
Лик Џоа Фонтане је детектив Одељења за убиства у 27. детективском одељењу полицијске управе Њујорк. Фонтана - ког је тумачио Денис Ферина - био је ортак детективу Еду Грину и на кратко детективу Нику Фалку док се Грин опоравља од ране од метка. Надређена му је поручник Анита ван Бјурен.
Презиме „Фонтана“ потиче од продуцента серије Одељење за убиства: Живот на улици Тома Фонтане, блиског пријатељ продуцента серије Ред и закон Дика Волфа.

## Личност
Лик детектива Фонтане у серију је донео значајно искуство из града који није Њујорк. Потиче из четврти Мала Италија у Чикагу и течно говори италијански. Пре доласка у Њујорк био је службеник полицијске испоставе у Чикагу (као и сам Ферина). Напустио је службу у Чикагу због сукоба са надређеним, иако је одбио да даље објашњава. Никада се није оженио. Пре ортаклука са Грином, Фонтана је такође радио у Одељењу за убиства у Бронксу.
Поред свог искуства у Чикагу и позадине, лик Фонтане такође даје знатно другачију слику приказу полицајаца у серији Ред и закон. У серији је познат по свом дречавом начину живота - вози сребрни Мерцедес-Бенц СЛ500, воли беспрекорно скројена одела и кошуље по мери које су савршено усклађене у боји, а често носи и новчанице од неколико хиљада долара са собом. То је у почетку био разлог за сумњу код његових нових сарадника који су се питали како себи може приуштити те скупе ствари од своје плате, међутим, очигледно су касније били задовољни његовом искреношћу, иако никада није објашњено како тачно долази до тако велике количине новца. Склоност Фонтане ка отменим стварима прерасла је чак до неколико особина лика током неколико епизода. У више наврата жалио се због оштећења скупих комада одеће због посла. У једној епизоди је газио по дубоком снегу док је тражио доказе у шуми и рекао: „Уф, оде савршено добар пар Гучијевих мокасина“. Иако је приказано да Фонтана посвећује велику пажњу свом изгледу, он ипак има своја ограничења. У једној епизоди, на пример, када је видео жену која је умрла након липосукције, каже да би радије ишао на дијету Јужне плаже.
Првобитно је приказано да Фонтана има врло сув смисао за хумор, али то га је учинило непопуларним међу обожаваоцима па је добио и живахнији смисао.

## Истакнуто
Фонтана је нагло започео отраклук са Грином који се још увек мирио са пензионисањем свог старог ортака, Ленија Бриска. Захваљујући Фонтанином понашању и привидном богатству, Грин се питао да ли је он "мудар човек" (мафијаш) или подмићени полицајац. Међутим, временом је Грин се прихватио Фонтану и њих двоје су успоставили снажан ортаклук. Фонтана је похвалио Грина због изгледа и алудирао је на то да његови бивши ортаци нису „глатки“. Грин се више пута налазио усред свађе између Фонтане и ван Бјуренове. Фонтана је такође помињао да је имао проблема са бившим шефом, надајући се да ће се на крају међусобно прихватити са ван Бјуреновом. У неколико наврата, његов чудан стил је стварао сукобе са извршним помоћником окружног тужиоца Џеком Мекојем. Никада се није женио тврдећи да је престар.
1995. године започео је двогодишњу истрагу убиства 12-годишње Саре Долан. Уверена да је њен отац умешан, Фонтана није одустајао од случаја док други убица није признао злочин. Фонтана је довео у питање своју првобитну пресуду након опсежне истраге што је довело до тога да прави убица буде осуђен након сведочења господина Долана на суду. Јавно је Фонтана тврдио да се не каје због свог првобитног уверења у кривицу господина Долана јер је то било разумно у светлу чињеница које је имао током првобитне истраге. Касније је посетио господина Долана и покушао да се извини, али га је овај отерао. У то време његов ортак био је детектив Салоне који је умро до 2005.
2006. године се сукобио са својим одељењем када је више пута гурао главу осумњиченог за отмицу и пљачку банке у ВЦ шољу да би га приморао да му каже где му је отета жртва (девојчица). Тако пронађени докази су замало избачени, али захваљујући напорима ПОТ Александре Борџије, Фонтана је ослобођен одговорности, а осумњичени је проглашен кривим.
Фонтана је у споју са својим италијанским пореклом, држећи малу италијанску заставу на свом столу поред заставе Чикага. Спомиње путовања у Италију, течно говори италијански језик. Да би стекао поверење сведока, Фонтана је у неколико наврата лажно тврдио да је служио у Вијетнамском рату.
Фонтана с времена на време користи фразу „Овлашћени смо“ или „Овлашћен сам“ када има посла са људима од којих му је нешто потребно (попут здравствехих картона или приступа соби) и који оклевају да му дају оно што жели. Обично то успева, а израз је постао популарна доскочица повезана са ликом.
Снажно подржава ирачки рат и верује да га је брука са мучењем и злостављањем затвореника у Абу Граибу разбуктала. Ужива у лову. Током детињства често је са стрицем ловио јелене.
Фонтана као службено оружје носи снубносе револвер Магнум 357 модел Смит и Весон 19. Фонтана је био последњи детектив у серији који је носио тај револвер, а не полуаутоматски пиштољ. Такође је био један од ретких детектива који је пуцао из оружја у вршењу дужности током епизода.
Фонтанин одлазак из серије дошао је када је отишао у пензију, а на месту старијег детектива заменио га је Грин.

## Награде и одликовања
Следе медаље и награде за заслуге које је Џо добио како је приказано у епизоди „Игра оружјем“ (5. епизода 15. сезоне).
|  | Награда америчке заставе                               |
|  | Ордан части СУП-а                                      |
|  | Награда за извршење полицијских дужности               |
|  | Награда СУП-а за изврсно обављање полицијских дужности |